# Luis González Bravo

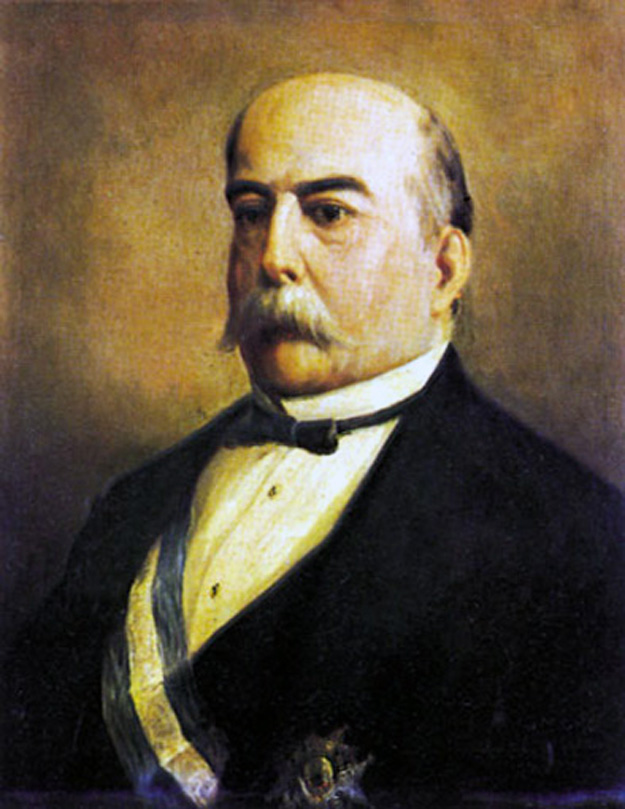
Luis González Bravo.

Luis González Bravo López de Arjona (Cádiz, 8 juli 1811 – Biarritz, 1 september 1871) was een Spaans journalist, politicus en eerste minister. 

## Levensloop

### Studies en het regentschap van Espartero
Hij volgde een studie rechtswetenschappen aan de Universiteit van Alcalá. Vervolgens werd hij advocaat en tussen 1837 en 1838 werkte als journalist voor de krant "El Guirigay" onder het pseudoniem "Ibrahim Clarete".
Toen Baldomero Espartero regent van Spanje werd, werd González Bravo op 1 februari 1841 verkozen tot afgevaardigde van het Congreso de los Diputados en bleef dit met enkele onderbrekingen tot in januari 1869. Hij was een sterke tegenstander van Espartero en was in 1843 samen met Francisco Serrano y Domínguez de aanvoerder van de opstand in Barcelona, die tot de val van regent Espartero leidde. Kort nadien trad hij toe tot de "Partido Moderado" van Ramón María Narváez y Campos. In december 1843 bracht hij eerste minister Salustiano Olózaga ten val en ontbond koningin Isabella II tegen haar zin het parlement.

### Heerschappij Isabella II, eerste minister en revolutie van 1868
Vervolgens werd hij op 5 december 1843 zelf premier en bleef dit tot op 3 mei 1844. Gedurende zijn ambtsperiode zorgde hij voor de ontwapening van de Nationale Militaire Dienst, perscensuur, een herinvoering van de accijnzen en de toelating van de terugkeer van de vroegere regentes Maria Christina. Tegelijkertijd was hij minister van Buitenlandse Zaken en minister van Justitie en Genadeverzoeken. Toen hij zijn politieke doelen bereikt had, maakte González Bravo als eerste minister plaats voor generaal Narváez y Campos.
Vervolgens werd hij ambassadeur in Lissabon, maar keerde al snel terug naar Spanje om terug actief te worden als journalist. Ook bleef hij politiek actief als afgevaardigde. Toen het in Spanje onrustiger werd, ging hij in 1854 in ballingschap. Tussen 1856 en 1858 was hij ambassadeur in Londen.
Tijdens de laatste regeringsjaren van Isabella II kwam González Bravo opnieuw in het centrum van de macht toen de gematigde regeringen wegens de toenemende onrust steeds gewelddadiger moesten regeren. Van 16 september 1864 tot 21 juni 1865 was hij minister van Marine en van Binnenlandse Zaken in de regering van Ramón María Narváez y Campos. Toen hij op 10 april 1865 studentenonrusten aan de Universiteit van Madrid onderdrukte op een bloedige manier, begon zijn impopulariteit te groeien.
Ondanks dat hij ongeliefd werd en openbaar kritiek kreeg, werd hij kort nadien voor enkele dagen minister van Buitenlandse Zaken en op 10 juli 1866 werd hij opnieuw minister van Binnenlandse Zaken.
Toen Narváez op 23 april 1868 overleed, volgde González Bravo hem dezelfde dag nog op als eerste minister. Hij combineerde dit met het ministerschap van Binnenlandse Zaken en was ook voor enkele dagen minister van Koloniën. Hij had echter niet veel steun van andere partijen en kon enkel aan de macht blijven met de hulp van het leger.
González Bravo schatte de opkomende politieke beweging niet goed in. Die politieke beweging zette bij de Septemberrevolutie in 1868 koningin Isabella II af en hij moest ontslag nemen als eerste minister. Op 19 september 1868 ging hij in ballingschap naar Biarritz en in zijn laatste levensjaren was hij een aanhanger van het carlisme.
- Biblioteca Nacional de España: XX870523
- Bibliothèque nationale de France: cb169594434 (data)
- Gemeinsame Normdatei: 1215911955
- International Standard Name Identifier: 0000 0000 6032 4075
- SNAC: w66x0nd7
- Système universitaire de documentation: 182137465
- Virtual International Authority File: 87723843
- WorldCat: E39PBJh8PgYw7d4xyqc4rGXrv3